# Joyas prestadas (álbum de Jenni Rivera)
Joyas Prestadas: Pop/Banda es el nombre del duodécimo y último álbum de estudio de la cantante Jenni Rivera publicado el 22 de noviembre de 2011 por Fonovisa Records y Universal Music en México. Joyas Prestadas consta de once canciones grabadas en versión pop y banda respectivamente. Jenni comentó que las canciones que eligió para este álbum eran las que más le gustaban cuando trabajaba como cajera en una tienda de discos.  
Joyas Prestadas: Pop alcanzó el número uno en la lista de álbumes de México y el número uno en la lista Billboard Top Latin Albums en los Estados Unidos mientras Joyas Prestadas: Banda alcanzó el número tres en la lista de álbumes del mexicano y el número dos en la lista Billboard Top Latin. Tres sencillos fueron lanzados del álbum: «¡Basta Ya!», «A cambio de qué» y «Detrás de mi ventana». David Jeffries de Allmusic dio dos discos una crítica positiva y llamó a las producciones de "pulido ". En marzo del 2012 una edición delux de Joyas Prestadas: Pop fue publicada esta edición contiene un DVD con un concierto grabado desde el Teatro de la Ciudad en la Ciudad de México, esta edición fue publicada también en Centro y Sudamérica donde obtuvo un éxito moderado inédito, entrando a las listas de algunos países donde hasta entonces no era tan conocida como Argentina y Guatemala. 
Joyas Prestadas: Pop recibió un Premio Lo Nuestro por Álbum Pop del Año y la nominación del Premio Billboard de la Música Latina de Latin Álbum Pop del Año y una nominación para el Álbum Pop del Año por una artista femenina en 2013 Premios Oye!. Joyas Prestadas: Banda fue galardonado con dos Premios Oye! a la Banda Álbum del Año y Popular Álbum del Año y una nominación a los Premios Billboard de la Música Latina de Álbum Regional Mexicano del Año.

## Antecedentes
El 23 de agosto de 2011 Jenni Rivera renovó su contrato con Universal Music/Fonovisa Records. Para celebrarlo, dio un concierto en Staples Center Los Ángeles, California, siendo la primera cantante femenina de música Regional Mexicana en hacer esto. Jenni también anunció que se encontraba grabando un álbum en pop y banda que llevaría como nombre Joyas Prestadas.

## Grabación
Joyas Prestadas es un doble álbum que consiste en una colección de once canciones originalmente grabadas y cantadas por otros artistas, Jenni grabó dos versiones del álbum, pop y banda. La producción del disco estuvo a cargo de los hermanos Adolfo y Omar Valenzuela mientras que la grabación fue por parte de Enrique Martínez en Twiins Recording Studio en Burbank, California.

## Crítica y recepción
David Jeffries de Allmusic le dio al álbum 3.5 de 5 estrellas y calificó a la producción de ambos álbumes como muy limpia. En los Premios Jumentud 2012, el álbum fue nominado a Mejor Disco del Año. En el 2013 Jenni estuvo nominada en Premio Lo Nuestro a Mejor Cantante Pop del Año, Mejor Cantante Regional Mexicano del Año, Cantante del Año, Mejor Álbum Pop del Año por Joyas Prestadas, y Mejor Canción Pop del Año con "A Cambio de Qué", dichas nominaciones fueron ganadas por Jenni (quien en ese momento ya había fallecido, siendo sus hijas quienes recibieron los premios).

## Joyas Prestadas: Pop Deluxe
Después del éxito obtenido por Joyas Prestadas: Pop Jenni Rivera lanzó al mercado el 13 de marzo de 2012  Joyas Prestadas: Pop Deluxe que además de incluir el álbum en versión Pop incluye también un DVD con un concierto el Teatro de la Ciudad interpretando las canciones de este álbum.

## Canciones
Joyas Prestadas: Pop

| Joyas Prestadas: Pop |                                                 |                                      |          |  |
| N.º                  | Título                                          | Escritor(es)                         | Duración |  |
| 1.                   | «A Cambio de Qué»                               | Xavier Santos Cortes                 | 3:59     |  |
| 2.                   | «A Que No le Cuentas»                           | Laureano Brizuela, Alejandro Vezzani | 4:08     |  |
| 3.                   | «Así Fue»                                       | Juan Gabriel                         | 4:37     |  |
| 4.                   | «Basta Ya» (featuring Marco Antonio Solís)      | Marco Antonio Solís                  | 4:13     |  |
| 5.                   | «Como Tu Mujer» (featuring Marco Antonio Solís) | Marco Antonio Solís                  | 4:20     |  |
| 6.                   | «Detrás de Mi Ventana»                          | Ricardo Arjona                       | 4:22     |  |
| 7.                   | «Lo siento, mi amor»                            | Manuel Alejandro, Ana Magdalena      | 4:10     |  |
| 8.                   | «Que Ganas de No Verte Más»                     | Alejandro Vezzanni                   | 3:53     |  |
| 9.                   | «Resulta»                                       | Juan Gabriel                         | 5:19     |  |
| 10.                  | «Señora»                                        | Manuel Alejandro, Ana Magdalena      | 3:55     |  |
| 11.                  | «Porque Me Gusta a Morir»                       | Manuel Alejandro                     | 5:09     |  |

Joyas Prestadas: Pop Delux (Bonus DVD)
| Joyas Prestadas: Pop Delux (DVD) |                                                                 |              |          |  |
| N.º                              | Título                                                          | Escritor(es) | Duración |  |
| 1.                               | «Concierto desde el Teatro de la Ciudad en la Ciudad de México» |              | 51:31    |  |

Joyas Prestadas: Banda
| Joyas Prestadas: Banda |                                                 |                                      |          |  |
| N.º                    | Título                                          | Escritor(es)                         | Duración |  |
| 1.                     | «A Cambio de Qué»                               | Xavier Santos Cortes                 | 4:24     |  |
| 2.                     | «A Que No le Cuentas»                           | Laureano Brizuela, Alejandro Vezzani | 4:02     |  |
| 3.                     | «Así Fue»                                       | Juan Gabriel                         | 4:32     |  |
| 4.                     | «Basta Ya» (featuring Marco Antonio Solís)      | Marco Antonio Solís                  | 4:03     |  |
| 5.                     | «Como Tu Mujer» (featuring Marco Antonio Solís) | Marco Antonio Solís                  | 4:25     |  |
| 6.                     | «Detrás de Mi Ventana»                          | Ricardo Arjona                       | 4:37     |  |
| 7.                     | «Lo siento, mi amor»                            | Manuel Alejandro, Ana Magdalena      | 4:03     |  |
| 8.                     | «Que Ganas de No Verte Más»                     | Alejandro Vezzanni                   | 3:43     |  |
| 9.                     | «Resulta»                                       | Juan Gabriel                         | 3:43     |  |
| 10.                    | «Señora»                                        | Manuel Alejandro, Ana Magdalena      | 3:39     |  |
| 11.                    | «Porque Me Gusta a Morir»                       | Manuel Alejandro                     | 5:02     |  |

## Créditos y personal
- Adán Terriquez - vestuario
- Adolfo Valenzuela - productor
- Álex Mtz - arte y diseño
- Alfredo "Pollo" Fuentes - asistente de grabación
- Bruno Sánchez - arte y diseño
- Daniel Lizárraga - ingeniero de grabación
- Eduardo Medrano - ingeniero de grabación
- Elena Jiménez - jóyeria
- Enrique Martínez - ingeniero de grabación
- Jacob Yebale - maquillaje
- Jean Smil - asistente de grabación
- Jenni Rivera - voz
- Joan Calderón - músico
- Julie Vásquez - asistente y organización
- Omar Valenzuela - productor
- Vanessa Sánchez - estilista

## Listas musicales y Certificaciones
Joyas Prestadas: Pop
| Lista (2011 - 2012)                           | Mejor posición |
| --------------------------------------------- | -------------- |
| México (AMPROFON)                             | 1              |
| Estados Unidos (Billboard 200)                | 51             |
| Estados Unidos (Billboard - Top Latin Albums) | 1              |
| Argentina CAPIF                               | 107            |
| Guatemala IFPI (Centroamérica)                | 9              |

Joyas Prestadas: Banda
| Lista (2011)                                         | Mejor posición |
| ---------------------------------------------------- | -------------- |
| México (AMPROFON)                                    | 1              |
| Estados Unidos (Billboard 200)                       | 74             |
| Estados Unidos (Billboard - Top Latin Albums)        | 2              |
| Estados Unidos (Billboard - Álbum Regional Mexicano) | 1              |

### Certificación  ¨Joyas Prestadas 'Pop'¨
| País           | Proveedor    | Certificación | Ventas     |
| -------------- | ------------ | ------------- | ---------- |
| Estados Unidos | RIAA (Latín) | 19x           | +2 000     |
| México         | AMPROFON     | 22x +         | +5 500 000 |

### Certificación  ¨Joyas Prestadas 'Banda'¨
| País           | Proveedor    | Certificación | Ventas    |
| -------------- | ------------ | ------------- | --------- |
| Estados Unidos | RIAA (Latín) | 3x            | + 400 000 |
| México         | AMPROFON     | 8x            | 2 800 000 |